# Heraclia ugandana
Heraclia ugandana är en fjärilsart som beskrevs av Jordan 1913. Heraclia ugandana ingår i släktet Heraclia och familjen nattflyn. Inga underarter finns listade i Catalogue of Life.